# Юсупов Рівкат Рашидович
Рівкат Рашидович Юсупов (нар. 9 квітня 1950, Казань) — доктор історичних наук, професор, дійсний член Російської академії гуманітарних наук, ректор Казанського державного університету культури і мистецтв, заслужений діяч науки Республіки Татарстан.

## Життєпис
Рівкат Юсупов народився 9 квітня 1950 року в м Казані. Закінчив історичний факультет Московського державного університету ім. Ломоносова. 
З 1996 року ректор Казанського державного університету культури і мистецтв. 
Рівкат Юсупов входить до складу Науково-методичної ради з історичних наук Міністерства освіти РФ. 
У 1997 році він був обраний дійсним членом Російської академії гуманітарних наук. У 2000 році йому було присвоєно почесне звання «Заслужений діяч науки Республіки Татарстан». 
Одружений, має сина.

## Нагороди
- медаль «За військову доблесть» (1970),
- медаль К.Д. Ушинського (2002),
- міжнародним орденом «Об'єднана Європа» (2005),
- медаль «В пам'ять 1000-річчя Казані» (2005).

## Громадська діяльність
У березні 2014 року підписав листа на підтримку політики президента Росії Володимира Путіна щодо російської військової інтервенції в Україну.